# Perspektiven der Wirtschaftspolitik
Perspektiven der Wirtschaftspolitik ist eine deutschsprachige, wirtschaftswissenschaftliche Fachzeitschrift des Vereins für Socialpolitik (VfS). Sie erscheint seit dem Jahr 2000 viermal jährlich, seit 2014 im Verlag Walter de Gruyter, während sie vorher bei John Wiley & Sons erschienen ist. Federführender Herausgeber ist Justus Haucap, Mitherausgeber sind Lutz Arnold, Giacomo Corneo, Veronika Grimm, Karen Horn, Martin Kocher, Alexandra Niessen-Ruenzi und Joachim Winter.
Laut Eigenbeschreibung veröffentlicht die Zeitschrift Beiträge von Wissenschaftlern, die für Wissenschaftler und für Nicht-Spezialisten gedacht sind, wie etwa Forscher in benachbarten Feldern und Praktiker. Sie ist damit komplementär zur ebenfalls vom VfS herausgegebenen englischsprachigen German Economic Review.